# Ricardo Castro Beeche
Ricardo Castro Béeche (San José, 11 de abril de 1894 - 9 de octubre de 1967) fue un abogado, diplomático, periodista y político costarricense.

## Biografía
Hijo de Roberto Castro Solera y Mercedes Béeche Argüello –hermana de Octavio Béeche Argüello, canciller de Costa Rica de 1930 a 1931.– Ricardo Castro Béeche cursó sus estudios primarios en la Escuela Buenaventura Corrales y la secundaria en el Liceo de Costa Rica; posteriormente se graduó como licenciado en Leyes en la Escuela de Derecho. 
Alternó la vida pública con el periodismo. En 1915 empezó su carrera en la vida pública nacional como cónsul general de Costa Rica en Nueva York. En 1924 fue diputado suplente en el Congreso y a la vez secretario particular del presidente Ricardo Jiménez Oreamuno en el mismo período. Posteriormente, fue nombrado Secretario de Estado en el Despacho de Relaciones Exteriores y Carteras anexas (Justicia, Gracia, Culto y Beneficencia), en 1927, cargo que desempeñaría hasta el fin de esa administración.
Entre 1928 y 1934 fue director y gerente general del Diario de Costa Rica. Se desempeñó como diputado durante dos períodos consecutivos (1930-1934 y 1934-1938). En 1934, siendo miembro de la Comisión de Hacienda y Tributos, le correspondió estudiar el proyecto “Decreto–Ley entre el Gobierno de Costa Rica y la United Fruit Company y su sucesora, la Compañía Bananera de Costa Rica” . Durante su primer período legislativo, además, ejerció la presidencia del Congreso entre 1935 y 1936, y fue nombrado embajador especial ante Washington y México (1936-1940). 
Volvió al periodismo en 1946 como gerente del periódico La Nación, puesto que desempeñó hasta 1966; sustituyó Sergio Carballo como director del mismo en 1950. En este mismo año fue nombrado presidente de la Junta de Directores del Instituto Nacional de Seguros. En el bienio 1960-1961 presidió la Comisión de Libertad de Prensa de la Sociedad Interamericana de Prensa (SIP).     
En 1966 fue elegido miembro de la Academia Costarricense de la Lengua, pero falleció antes de tomar posesión de la silla correspondiente.
Fue director de la La Nación hasta el 9 de octubre de 1967, fecha en que iba a asistir a la Conferencia Anual de la Sociedad Interamericana de Prensa, en San Juan, pero murió de manera trágica en un accidente aéreo del vuelo regular de LACSA. Pocos minutos antes de llegar a las Islas Caimán el avión, que viajaba a una altitud de 27 000 pies, se precipitó en un violentísimo descenso al encontrar en su trayecto una bolsa de aire enrrarecido, cuando alcanzó 14 000 pies se estabilizó bruscamente, lo que provocó que Castro y otro pasajero fallecieran.